# Clair Farrand
Clair Farrand es un deportista estadounidense que compitió en vela en la clase Star. Ganó una medalla de bronce en el Campeonato Mundial de Star de 1955.

## Palmarés internacional
| Campeonato Mundial | Campeonato Mundial | Campeonato Mundial | Campeonato Mundial |
| Año                | Lugar              | Medalla            | Clase              |
| ------------------ | ------------------ | ------------------ | ------------------ |
| 1955               | La Habana (Cuba)   | Medalla de bronce  | Star               |